# 안동 체화정
안동 체화정(安東 棣華亭)은 경상북도 안동시 풍산읍 상리2리에 있는 조선시대의 정자 건축물이다. 1985년 10월 15일 경상북도의 유형문화재 제200호로 지정되었다가, 2019년 12월 30일 대한민국의 보물 제2051호로 지정되었다.

## 개요
조선 영조 37년(1761)에 진사 만포 이민적이 세운 정자로 학문을 닦던 곳이다. 그 후 순조(재위 1800∼1834) 때 국가에서 충신, 효자, 열녀를 기리기 위해 마을에 정문을 세우는 정려를 받은 이한오 선생이 늙은 어머니를 모시고 효도하던 곳이기도 하다.
이곳은 이민적 선생이 그의 형인 옥봉 이민정 선생과 함께 살면서 우애를 다지던 장소로 유명한데, 이로 보아 정자 앞 연못의 이름을 '체화지'라 지은 것으로 보인다. '체화'란 형제간의 화목과 우애를 상징하는 것으로 『시경』에서 그 의미를 따왔다. 연못에는 삼신산을 상징하는 세 개의 인공섬인 방장, 봉래, 영주가 있다.
건물구조는 앞면 3칸·옆면 3칸의 2층 건물로 지붕 옆모습이 여덟 팔(八)자 모양인 팔작지붕으로 되어있다. 1층은 지면과 떨어져 있으며 온돌방 1칸을 만들었다. 현판 '담락제'의 글씨는 조선 제일의 화가였던 단원 김홍도가 썼다.

## 보물 지정 사유
체화정은 아직 많이 알려지지 않은 보물이라 2020년 국가지정문화재 순례 두번 째로 안동시 풍산읍 상리에 있는 체화정을 소개한다. 안동 체화정은 2019년 12월 국가지정문화제 보물 제2051호 지정된 것으로, 진사(進士) 이민적(李敏迪:1663-1744)이 1761년 효종(孝宗) 때 지었으며, 1971년 중수되었다. 형 옥봉 이민정과 함께 살면서 형제의 우의를 다진 장소다. 체화정이라는 당호(堂號)와 기(記)는 하지(下枝) 이상진(李象辰, 1710∼1774)이 지었으며,‘체화(棣華)’란 형제간의 화목과 우애를 상징하는 것으로『시경(詩經)』 소아(小雅)편 '상체지화(常棣之華)'에서 그 의미를 따왔다.
체화정이란 현판은 사도세자의 스승이었던 유정원의 친필이며 뒤에 김홍도가 쓴 것이라 전해지는 담락재라는 조그만 현판이 하나 더 있는데 평화롭고 화락하게 즐기며 몸과 마음을 깨끗이 한다는 뜻이라고 한다.
건물형태를 보면 정면 3칸, 측면 2칸의 중층(重層) 팔작지붕집이다. 일반적으로 방 앞쪽에 툇간을 두는 경우 칸살을 방보다 작은 반 칸 규모로 잡는 것이 보통인데, 체화정은 동일 주간으로 잡아 전면에 3칸 마루를 들이고, 후편 어간에 온돌방 1칸을 두면서 좌우 툇간에 마루방을 들인 독특한 간잡이법(건축에서 평면계획으로 방이 배열되는 방식)을 보여 주고 있다.
정자 앞의 연지에는 방장(方丈)·봉래(蓬萊)·영주(瀛州)의 신선들이 사는 삼신산(三神山)을 상징하는 세 개의 섬을 둔 인공 큰 연못이 정자와 잘 어울린다.
체화정의 연지(蓮池)는 별서정원에서 나타나는 대표적인 사상인 신선사상과 음양론, 천원지방설 등의 영향을 받아 방형(方形)의 연지와 세 개의 원형(圓形) 섬을 조성한 것으로 볼 수 있는데, 이는 별서정원에서 나타나는 사상을 잘 보여주고 있어 그 가치가 높다. 또한 체화정은 다른 곳에서는 보기 힘든 정자로 18세기 후반 조선 후기 목조건축의 우수한 수준을 잘 보여주고 있으며, 정자의 전면에 연못과 세 개의 인공 섬을 꾸미고 적극적으로 아름다운 경치를 조성하여 조경사적인 가치도 높다.
.체화(棣華)=아가위꽃=산사나무꽃=산앵도나무꽃=올망졸망 열린 열매들처럼 형제들이 사이좋게.....

## 참고 문헌
- 안동 체화정 - 국가유산청 국가유산포털